# Microchelifer
Genre
Microchelifer est un genre de pseudoscorpions de la famille des Cheliferidae.

## Distribution
Les espèces de ce genre se rencontrent en Afrique subsaharienne et en Asie du Sud.

## Liste des espèces
Selon Pseudoscorpions of the World (version 3.0) :
- Microchelifer acarinatus Beier, 1972
- Microchelifer dentatus Mahnert, 1988
- Microchelifer granulatus Beier, 1954
- Microchelifer lourencoi Heurtault, 1983
- Microchelifer minusculoides (Ellingsen, 1912)
- Microchelifer percarinatus Beier, 1964
- Microchelifer rhodesiacus Beier, 1964
- Microchelifer sadiya Chamberlin, 1949
- Microchelifer vosseleri Beier, 1944

## Publication originale
- Beier, 1944 : Über Pseudoscorpioniden aus Ostafrika. Eos, Madrid, vol. 20, p. 173-212 (texte intégral).